# Związek zawodowy
| 6 7,4 8,3 | 9,5–10,8 11,3–12,5 13,4–14,4 | 15,3–16,8 17,7–19 20,5–20,5 | 23,5–26,3 28,2–28,2 32,5–32,5 | 49,1–49,1 50,4–50,4 58,8–67 |

Procentowy udział członków związków zawodowych wśród pracujących w wybranych krajach Europy. Źródło: OECD (2020-2017, najnowsze dostępne dla danego państwa).

Związek zawodowy – masowa organizacja społeczna zrzeszająca ludzi pracy najemnej na zasadzie dobrowolności. Jej celem jest obrona interesów społeczno-ekonomicznych. Tworzona może być według kryteriów gałęzi produkcji, zawodu lub regionu, w którym operuje. Związki ponadto mogą rozwijać działalność samopomocową, edukacyjną czy kulturalną.
Związki zawodowe mogą składać się z indywidualnych pracowników, profesjonalistów, byłych pracowników, studentów, praktykantów lub bezrobotnych. Procentowy udział członków związków zawodowych wśród pracujących jest najwyższy w krajach nordyckich. 

## Definicja
Od czasu opublikowania The History of Trade Unionism (1894) przez Sidneya i Beatrice Webb, dominującym poglądem historycznym jest, że związek zawodowy „jest stowarzyszeniem pracowników najemnych w celu utrzymania lub poprawy warunków ich zatrudnienia”. Karl Marx opisał związki zawodowe w następujący sposób: „Wartość siły roboczej stanowi świadomą i wyraźną podstawę związków zawodowych, których znaczenia dla angielskiej klasy robotniczej nie można przecenić. Związki zawodowe mają na celu nic innego, jak zapobieganie obniżaniu płac poniżej poziomu, który jest tradycyjnie utrzymywany w różnych gałęziach przemysłu. To znaczy, chcą zapobiec spadkowi ceny siły roboczej poniżej jej wartości”. Wcześni socjaliści również postrzegali związki zawodowe jako sposób na demokratyzację miejsca pracy w celu uzyskania władzy politycznej. 
Współczesna definicja Australian Bureau of Statistics stanowi, że związek zawodowy to „organizacja składająca się głównie z pracowników, której główne działania obejmują negocjowanie stawek płac i warunków zatrudnienia dla swoich członków”.
Według polskiego prawa „związek zawodowy jest dobrowolną i samorządną organizacją ludzi pracy, powołaną do reprezentowania i obrony ich praw, interesów zawodowych i socjalnych”.
Anarchistyczny historyk Robert James przedstawia pogląd, że związki zawodowe są częścią szerszego ruchu stowarzyszeń socjalnych, do którego należą średniowieczne gildie, masoni, stowarzyszenia oddfellowe, stowarzyszenia przyjacielskie i inne organizacje braterskie. 

## Historia
Błędnie uważa się powszechnie, że współczesny ruch związkowy jest produktem marksizmu. Tymczasem najwcześniejsze ze znanych dzisiaj związków zawodowych powstały prawie sto lat przed Manifestem Komunistycznym Karola Marksa, a same pisma Marksa często odnoszą się do wcześniej istniejącego ruchu robotniczego. Pierwszy odnotowany strajk robotniczy w Stanach Zjednoczonych miał miejsce w 1786, a zorganizowali go drukarze z Filadelfii, którzy sprzeciwili się obniżce płac i zażądali 6 dolarów tygodniowo.
Pierwsze organizacje związkowe (znane jako kluby zawodowe, ang. trade clubs) utworzone zostały już w XVIII wieku w Wielkiej Brytanii. Początkowo miały one charakter cechów zrzeszających pracowników jednej specjalności (np. piekarze, szewcy, tkacze, drukarze) i były rozdrobnione.
Rewolucja przemysłowa przyciągnęła do miast masy ludzi, w tym osoby zależne, chłopów i imigrantów. Wielka Brytania zakończyła praktykę poddaństwa w 1574, ale zdecydowana większość ludzi pozostała dzierżawcami w majątkach należących do arystokracji ziemskiej. Ta transformacja nie polegała jedynie na przeniesieniu się ze środowisk wiejskich do miejskich; raczej natura pracy przemysłowej stworzyła nową klasę „pracownika”. Rolnik pracował na ziemi, hodował zwierzęta i uprawiał rośliny, i albo był właścicielem ziemi, albo płacił czynsz, ale ostatecznie sprzedawał produkt i do pewnego stopnia posiadał kontrolę nad swoim życiem i pracą. Robotnicy przemysłowi jednak sprzedawali swoją pracę jako siłę roboczą i przyjmowali polecenia od pracodawców, oddając część swojej wolności i samostanowienia na rzecz właściciela środków produkcji. Krytycy nowego układu nazywali to „niewolnictwem płacowym”. Na bazie tych relacji zaczęły kształtować się zorganizowane grupy robotników.
Stopniowo postępował proces konsolidacji organizacyjnej związków zawodowych; związki lokalne zaczęły łączyć się w ogólnokrajowe związki poszczególnych zawodów, następnie struktury międzyzwiązkowe. Małe organizacje zaczęły się jednoczyć m.in. z inspiracji Roberta Owena, który w 1833 utworzył Krajowy Związek Związków Zawodowych (ang. Grand National Consolidated Trades Union). Organizacja przyciągnęła szereg socjalistów, od owenistów po rewolucjonistów, i odegrała rolę w protestach po sprawie Męczenników z Tolpuddle, ale wkrótce upadła. W tym czasie związki zawodowe powstawały również w innych rozwiniętych gospodarczo krajach, szczególnie we Francji, Niemczech i Stanach Zjednoczonych.
Organizacje związkowe często odwoływały się do idei socjalizmu (różnorodnych jego odmian), syndykalizmu, liberalizmu (tzw. żółte związki zawodowe we Francji i hirschdunckerowskie w Niemczech), chrześcijańskiej doktryny społecznej (a szczególnie katolickiej po wydaniu w 1891 papieskiej encykliki Rerum Novarum) oraz komunizmu (po 1918); tworzyły odrębne dla każdego nurtu struktury organizacyjne.
Na terenach Rosji i całej Europy Wschodniej wraz z opóźnieniami związanymi ze słabym rozwojem przemysłu pierwsze związkowe organizacje powstawały dopiero na początku XX wieku. Od początku założenia związki współpracowały z partiami robotniczymi. Liczba związków ciągle wzrastała; w 1914 związki na całym świecie liczyły 15 milionów osób, a w 1939 już 60 milionów. Współcześnie szacuje się liczbę osób zrzeszonych w związkach pracowniczych na 300 milionów.
Po powstaniu w połowie XIX w. nowego typu związków zawodowych skupiających pracowników wykwalifikowanych jednego zawodu, w Wielkiej Brytanii w 1868 związki zawodowe wspólnie utworzyły ogólnokrajowy Kongres Związków Zawodowych (TUC). Centrale ogólnokrajowe utworzono również w innych krajach, w 1834 w Stanach Zjednoczonych powstał Narodowy Związek Zawodowy (ang. National Trades' Union, NTU), w 1866 — Krajowy Związek Robotniczy (ang. National Labor Union, NLU), ale szybko zakończyły działalność. W 1881 utworzono Federację Związków Zawodowych i Organizacji Robotniczych Stanów Zjednoczonych i Kanady (ang. Federation of Organized Trades and Labor Unions, FOTLU), w 1886 przemianowaną na Amerykańską Federację Pracy (ang. American Federation of Labor, AFL). W 1886 we Francji powstała Krajowa Federacja Związków Zawodowych (fr. Fédération Nationale des Syndicats, FNS), 1895 przekształcona w Powszechną Konfederację Pracy (CGT), w 1904 powołano centralę liberalnych związków zawodowych — Federację Żółtych Związków Zawodowych Francji (fr. Fédération des Syndicats Jaunes de France, FNJF); 1890 w Niemczech powołano Komisję Generalną Związków Zawodowych (niem. Generalkommission der Gewerkschaften Deutschlands, GK).

### Represje

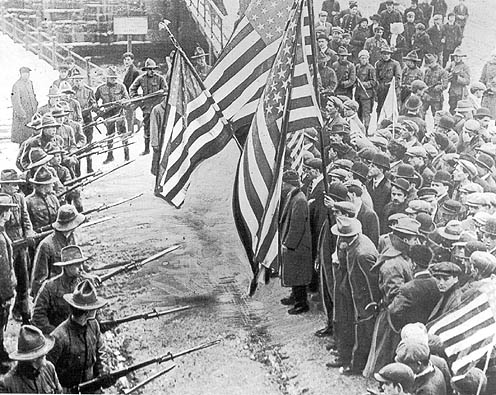
Żołnierze celujący bagnetami w demonstrantów podczas strajku w zakładach włókienniczych w Lawrence w stanie Massachusetts w 1912.

Rządy już od XVIII wieku starały się represjonować związki, wprowadzając zakaz ich działania i traktując je jako grupy spiskowe. Zakazy zrzeszania się w związkach wprowadzono m.in. we Francji, w Wielkiej Brytanii, Rosji, Niemczech i USA.
We Francji ustawowy zakaz obowiązywał w latach 1791–1884 od ogłoszenia ustawy Le Chapeliera z 14 czerwca 1791, zabraniającej pracownikom najemnym tworzenia zrzeszeń, organizowania strajków i innych wspólnych akcji), w Wielkiej Brytanii do 1824, w Stanach Zjednoczonych do 1830, w Niemczech do 1869, w Rosji do 1906.

### Legalizacja związków
W Wielkiej Brytanii związki zawodowe zostały ostatecznie zalegalizowane w 1872, po tym jak Królewska Komisja ds. Związków Zawodowych w 1867 uznała, że tworzenie organizacji przyniesie korzyści zarówno pracodawcom, jak i pracownikom. W Stanach Zjednoczonych pierwszą ogólnokrajową organizacją pracowniczą byli Rycerzy Pracy z 1869, która zaczęła się rozwijać po 1880. Legalizacja następowała powoli w wyniku serii orzeczeń sądowych.
W Niemczech Wolne Stowarzyszenie Niemieckich Związków Zawodowych (Freie Vereinigung deutscher Gewerkschaften, FVdG) powstało w 1897 po uchyleniu konserwatywnych ustaw antysocjalistycznych kanclerza Ottona von Bismarcka. We Francji organizowanie się związków zawodowych było nielegalne do 1884. Bourse du Travail została założona w 1887, a w 1895 połączyła się z Fédération nationale des syndicats (Krajową Federacją Związków Zawodowych), tworząc Powszechną Konfederację Pracy (CGT).
W wielu krajach w XX wieku, m.in. w Kanadzie, Stanach Zjednoczonych i Wielkiej Brytanii, uchwalono przepisy umożliwiające pracodawcy dobrowolne lub ustawowe uznanie związku zawodowego.
Prawny status związków zawodowych został ujęty w ramach Konwencji Międzynarodowej Organizacji Pracy, powstałej w 1919 i działającej do dziś: Konwencja nr 87 o wolności związkowej i ochronie praw związkowych (1948), Konwencja nr 98 – prawo organizowania się i rokowań zbiorowych (1949).

## Zasady działania
Związki przyjęły zasadę dobrowolnego zrzeszania się. Powszechnie akceptują one prawo pracowników do strajku (postrzegając go jednak jako metodę ostateczną). Choć stopniowo zezwalano na działanie związków, które wcześniej działały nielegalnie lub półlegalnie, to w wielu krajach pozostały instrumenty prawne celowo ograniczające ich działalność.
Choć struktura polityczna i autonomia związków zawodowych są bardzo zróżnicowane, ich przywódcy są zazwyczaj powoływani w drodze demokratycznych wyborów. Niektóre badania, takie jak te przeprowadzone przez Economic Policy Institute czy Australian Centre for Industrial Relations Research and Training, wskazują, że pracownicy zrzeszeni w związkach zawodowych cieszą się lepszymi warunkami i płacami niż ci niezrzeszeni.

## Podział związków
Związki zawodowe mogą organizować określoną grupę wykwalifikowanych pracowników (związki zawodowe rzemieślników), grupę pracowników z różnych branż (związki zawodowe ogólne) lub próbować organizować wszystkich pracowników w ramach określonej branży (związki zawodowe przemysłowe). 
W Europie Zachodniej organizacje zawodowe często pełnią funkcje związków zawodowych. W takich przypadkach mogą negocjować w imieniu pracowników umysłowych lub zawodowych, takich jak lekarze, inżynierowie lub nauczyciele. W Szwecji związki zawodowe pracowników umysłowych mają silną pozycję w negocjacjach zbiorowych, gdzie współpracują ze związkami zawodowymi pracowników fizycznych w ustalaniu normy branżowej (szw. mark) w negocjacjach ze stowarzyszeniem pracodawców w przemyśle wytwórczym.
Związki ze względu na różnice ideologiczne można podzielić na te związane z komunizmem, reformistyczne (współpracujące z partiami socjalistycznymi czy socjaldemokratycznymi), liberalne, solidarystyczne (a więc powiązane z kościołami chrześcijańskimi), anarchistyczne i żółte powiązane z partiami o profilu chrześcijańsko-demokratycznym.
Żółtymi związkami nazywa się także fasadowe związki zawodowe, które są zdominowane lub pod nadmiernym wpływem pracodawcy i dlatego nie są niezależnym związkiem zawodowym.

## Współpraca związkowa

### Centrale związkowe
Związki zawodowe często łączą się w centrale związkowe, działające w formie federacji lub konfederacji w danym kraju.
Do największych centrali związkowych na świecie należą m.in.: 
- Amerykańska Federacja Pracy-Kongres Przemysłowych Związków Zawodowych (ang. American Federation of Labor and Congress of Industrial Organizations, AFL-CIO)
- brytyjski Kongres Związków Zawodowych (ang. Trades Union Congress, TUC)
- Włoska Konfederacja Pracowniczych Związków Zawodowych (wł. Confederazione Italiana Sindacati Lavoratori, CISL)
- Włoska Powszechna Konfederacja Pracy (wł. Confederazione Generale Italiana del Lavoro, CGIL)
- hiszpańskie Komisje Robotnicze (hiszp. Comisiones Obreras, CC.OO.)
- Czesko-Morawska Konfederacja Związków Zawodowych (cz. Českomoravská konfederace odborových svazů, ČMKOS)
- Norweska Konfederacja Związków Zawodowych(inne języki) (norw. Landsorganisasjonen i Norge, LO)
- Ogólnoindyjski Kongres Związków Zawodowych (ang. All India Trade Union Congress, AITUC)
- Indyjski Narodowy Kongres Związków Zawodowych (ang. Indian National Trade Union Congress, INTUC)
- Kongres Południowoafrykańskich Związków Zawodowych (ang. Congress of South African Trade Unions, COSATU)
- Ogólnochińska Federacja Związków Zawodowych
- Powszechna Konfederacja Pracy (fr. Confédération générale du travail, CGT)

W Polsce największymi centralami związkowymi są: 
- Ogólnopolskie Porozumienie Związków Zawodowych (OPZZ)
- Forum Związków Zawodowych (FZZ)
- Niezależny Samorządny Związek Zawodowy „Solidarność” (NSZZ Solidarność)

### Współpraca międzynarodowa
Niektóre związki współpracują ze sobą na scenie międzynarodowej. Pierwsze takie przypadki znane są jeszcze z czasów I Międzynarodówki. Do XX wieku utworzone zostały międzynarodowe sekretariaty zawodowe. Oprócz tego powstawały organizacje grupujące związki o określonej orientacji. Były to m.in. powstała w 1919 i istniejąca do 1939 socjalistyczna Międzynarodowa Federacja Związków Zawodowych, powołana w 1920 Międzynarodowa Konfederacja Chrześcijańskich Związków Zawodowych (od 1945 przemianowana na Światową Konfederację Pracy), utworzona w 1921 komunistyczna Czerwona Międzynarodówka Związków Zawodowych (Profintern) działająca do 1937 i niewielkie Międzynarodowe Stowarzyszenie Robotników (Międzynarodówka Anarchistyczna).
W 1945 powołano Światową Federację Związków Zawodowych do której przystąpiły niemal wszystkie ówczesne związki. W 1949 doszło do rozłamu w wyniku którego reformiści utworzyli odrębną Międzynarodową Konfederację Wolnych Związków Zawodowych (ang. International Confederation of Free Trade Unions). Integracja zaszła również w trzecim świecie, gdzie utworzono ośrodki kontynentalne lub regionalne. Jedną z takich regionalnych struktur była utworzona w 1956 Międzynarodowa Konfederacja Arabskich Związków Zawodowych.

## Związki zawodowe w Polsce
| 1.95 — 1.95 4.17 — 4.78 5.05 — 5.4 | 6.44 — 7.46 10.57 — 10.66 |

Procentowy udział członków związków zawodowych wśród osób w wieku produkcyjnym w Polsce. Źródło: GUS (2014).

W Polsce działalność związków zawodowych regulują: ustawa z dnia 23 maja 1991 o związkach zawodowych oraz ustawa z dnia 7 kwietnia 1989 r. o związkach zawodowych rolników indywidualnych.
Związek zawodowy jest osobą prawną i powstaje z mocy uchwały o jego założeniu, podjętej na zgromadzeniu założycielskim przez co najmniej 10 osób. Następnie zgromadzenie uchwala statut i wybiera komitet założycielski liczący od 3 do 7 osób. Związek zawodowy podlega obowiązkowi rejestracji w Krajowym Rejestrze Sądowym. Związki zawodowe mają prawo uczestniczenia w sporach zbiorowych i zawierania układów zbiorowych pracy. Dalej idące uprawnienia posiadają związki zawodowe reprezentatywne w skali kraju (np. uczestniczenie w obradach Rady Dialogu Społecznego, opiniowanie projektów aktów prawnych). Od 1 stycznia 2019 r. członkiem związku zawodowego może być każda osoba wykonująca pracę zarobkową.